# بات أودونيل
بات أودونيل هو لاعب كرة قدم أمريكية كندي، ولد في 22 فبراير 1991 في ليك وورث في الولايات المتحدة.

## وصلات خارجية
- بات أودونيل على موقع مرجع كرة القدم المحترفة.كوم (الإنجليزية)